# ステュアート・ベッドフォード
ステュアート・ジョン・ルドルフ・ベッドフォード（Steuart John Rudolf Bedford、1939年7月31日 - 2021年2月15日 ）は、イギリスの指揮者、ピアニスト。

## 経歴
ロンドン生まれ。オックスフォード大学でオルガンとピアノを専攻。1964年に同大学主宰のオペラ公演でベンジャミン・ブリテンが監修したジョン・ゲイの『三文オペラ』を指揮して、指揮者としてデビューを飾った。翌年にはグラインドボーン音楽祭の補助指揮者およびイギリス・オペラ・グループのメンバーとなり、ロンドン王立音楽院でも教鞭を執るようになった。1969年にはクラウディオ・モンテヴェルディの『ポッペーアの戴冠』を自ら編纂して上演している。1973年にはブリテンの『ベニスに死す』の初演の指揮を担当し、1974年からオールドバラ音楽祭の運営に関わった。1989年から1998年まで同音楽祭の芸術監督をオリヴァー・ナッセンと共に務めた。